# Proceso de diseño en ingeniería

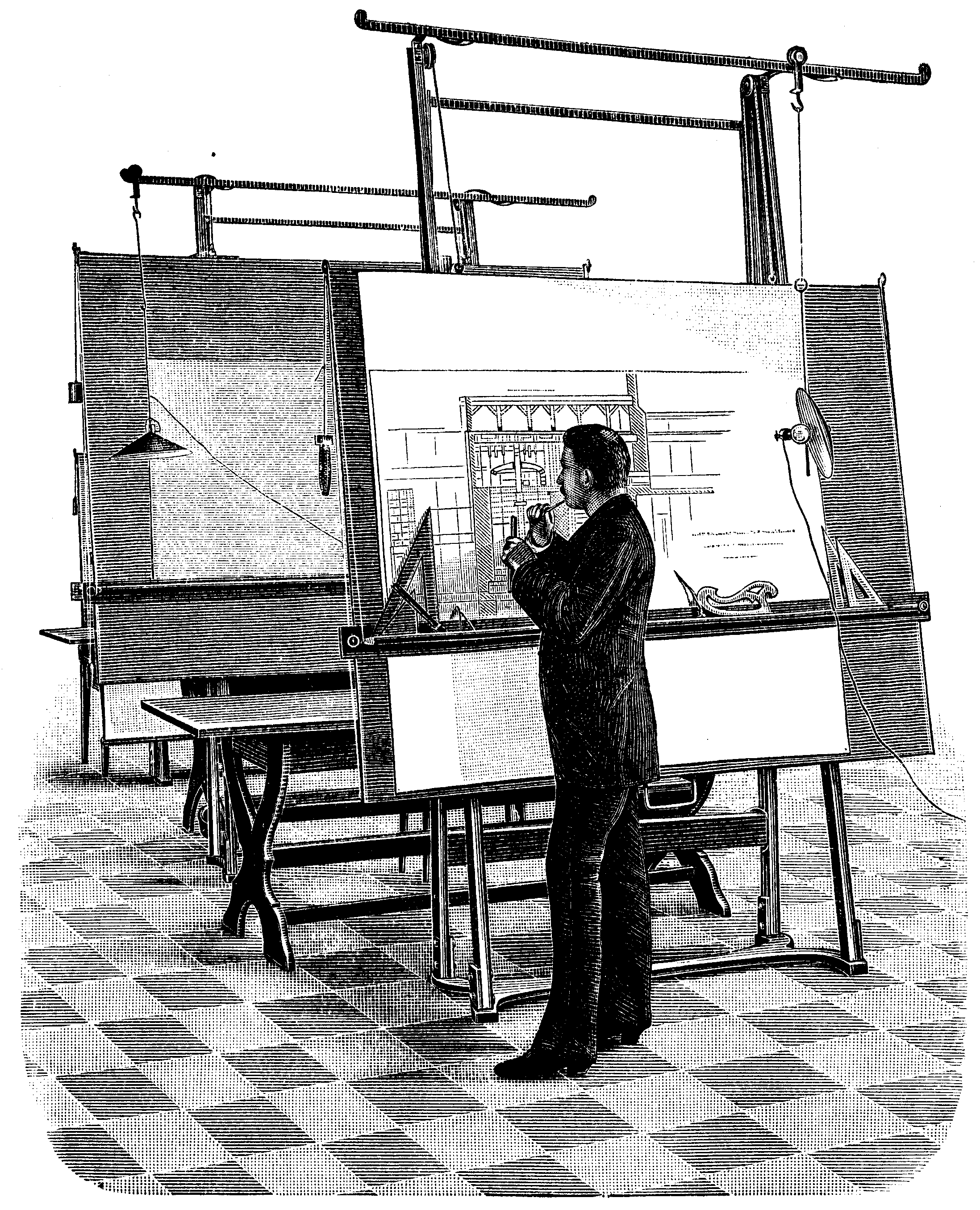
Arquitecto diseñando una estructura, otro de los procesos complejos de ingeniería y diseño.

El proceso de diseño en ingeniería es una serie común de pasos que los ingenieros utilizan para crear productos y procesos funcionales. El proceso es sumamente iterativo: las partes del proceso a menudo deben repetirse muchas veces antes de que se pueda ingresar otra, aunque la(s) parte(s) que se repiten y el número de dichos ciclos en un proyecto determinado pueden variar.
Es un proceso de toma de decisiones (a menudo iterativo) en el que se aplican las ciencias básicas, las matemáticas y las ciencias de la ingeniería para convertir los recursos de manera óptima para cumplir con un objetivo establecido. Entre los elementos fundamentales del proceso de diseño se encuentran el establecimiento de objetivos y criterios, síntesis, análisis, construcción, pruebas y evaluación.

## Etapas comunes del proceso de diseño en ingeniería
Es importante comprender que existen varios marcos/articulaciones del proceso de diseño de ingeniería. La terminología diferente empleada puede tener diversos grados de superposición, lo que afecta qué pasos se declaran explícitamente o se consideran de "alto nivel" versus subordinados en cualquier modelo dado. Esto, por supuesto, se aplica tanto a cualquier paso/secuencia de ejemplo particular dado aquí.
Un ejemplo de encuadre del proceso de diseño de ingeniería delinea las siguientes etapas: investigación, conceptualización, evaluación de viabilidad, establecimiento de requisitos de diseño, diseño preliminar, diseño detallado, planificación de la producción y diseño de herramientas y producción. Otros, señalando que "diferentes autores (tanto en la literatura de investigación como en los libros de texto) definen diferentes fases del proceso de diseño con diversas actividades que ocurren dentro de ellas", han sugerido modelos más simplificados/generalizados, como la definición de problemas, el diseño conceptual, el diseño preliminar, diseño detallado y comunicación del diseño. Otro resumen del proceso, de la literatura europea sobre diseño de ingeniería, incluye la aclaración de la tarea, el diseño conceptual, el diseño de la realización y el diseño de detalle. (NOTA: En estos ejemplos, otros aspectos clave, como la evaluación de conceptos y la creación de prototipos, son subconjuntos y/o extensiones de uno o más de los pasos enumerados.)

### Investigación
Varias etapas del proceso de diseño (e incluso antes) pueden implicar una cantidad significativa de tiempo dedicado a localizar información e investigación. Se debe considerar la literatura aplicable existente, los problemas y los éxitos asociados con las soluciones, los costos y las necesidades del mercado existentes. 
La fuente de información debe ser relevante. La ingeniería inversa puede ser una técnica eficaz si hay otras soluciones disponibles en el mercado. Otras fuentes de información incluyen Internet, bibliotecas locales, documentos gubernamentales disponibles, organizaciones personales, revistas comerciales, catálogos de proveedores y expertos individuales disponibles. 

### Requerimientos de diseño
El establecimiento de requisitos de diseño y la realización de análisis de requisitos, a veces denominado definición de problema (o considerado una actividad relacionada), es uno de los elementos más importantes en el proceso de diseño, y esta tarea a menudo se realiza al mismo tiempo que un análisis de viabilidad. Los requisitos de diseño controlan el diseño del producto o proceso que se está desarrollando, a lo largo del proceso de diseño de ingeniería. Estos incluyen cosas básicas como las funciones, atributos y especificaciones, determinadas después de evaluar las necesidades del usuario. Algunos requisitos de diseño incluyen parámetros de hardware y software, mantenibilidad, disponibilidad y capacidad de prueba.

### Factibilidad
En algunos casos, se lleva a cabo un estudio de factibilidad, luego del cual se desarrollan cronogramas, planes de recursos y estimaciones para la siguiente fase. El estudio de viabilidad es una evaluación y análisis del potencial de un proyecto propuesto para apoyar el proceso de toma de decisiones. Describe y analiza alternativas o métodos para lograr el resultado deseado. El estudio de viabilidad ayuda a reducir el alcance del proyecto para identificar el mejor escenario. Se genera un informe de viabilidad después del cual se realiza la Revisión de viabilidad posterior.
El propósito de una evaluación de viabilidad es determinar si el proyecto del ingeniero puede pasar a la fase de diseño. Esto se basa en dos criterios: el proyecto debe basarse en una idea alcanzable y debe estar dentro de las limitaciones de costos. Es importante contar con ingenieros con experiencia y buen juicio para participar en esta parte del estudio de viabilidad.

### Generación de conceptos
Un estudio de concepto (conceptualización, diseño conceptual) es a menudo una fase de la planificación del proyecto que incluye producir ideas y tener en cuenta los pros y los contras de implementar esas ideas. Esta etapa de un proyecto se realiza para minimizar la probabilidad de error, administrar los costos, evaluar los riesgos y evaluar el éxito potencial del proyecto previsto. En cualquier caso, una vez que se define un problema o problema de ingeniería, se deben identificar las posibles soluciones. Estas soluciones se pueden encontrar utilizando la ideación, el proceso mental mediante el cual se generan las ideas. De hecho, este paso a menudo se denomina Ideación o "Generación de conceptos". Las siguientes son técnicas ampliamente utilizadas:
- Palabra de activación: se indica una palabra o frase asociada con el tema en cuestión y se evocan las palabras y frases posteriores.
- Análisis morfológico: las características de diseño independientes se enumeran en un gráfico y se proponen diferentes soluciones de ingeniería para cada solución. Normalmente, un boceto preliminar y un breve informe acompañan al cuadro morfológico.
- Sinéctica: el ingeniero se imagina a sí mismo como el elemento y pregunta: "¿Qué haría yo si fuera el sistema?" Este método de pensamiento poco convencional puede encontrar una solución al problema en cuestión. Los aspectos vitales del paso de conceptualización es la síntesis. La síntesis es el proceso de tomar el elemento del concepto y organizarlo de la manera adecuada. El proceso creativo de síntesis está presente en cada diseño.
- Lluvia de ideas: este método popular implica pensar en diferentes ideas, generalmente como parte de un grupo pequeño, y adoptar estas ideas de alguna forma como una solución al problema.

Luego, varias ideas generadas deben pasar por un paso de evaluación de conceptos, que utiliza varias herramientas para comparar y contrastar las fortalezas y debilidades relativas de las posibles alternativas.

### Diseño preliminar
El diseño preliminar, o diseño de alto nivel incluye (también llamado FEED (del inglés Front-end engineering) o diseño básico), a menudo cierra una brecha entre la concepción del diseño y el diseño detallado, particularmente en los casos en que el nivel de conceptualización logrado durante la ideación no es suficiente para una evaluación completa. Entonces, en esta tarea, se define la configuración general del sistema y los esquemas, diagramas y diseños del proyecto pueden proporcionar una configuración temprana del proyecto. (Esto varía mucho según el campo, la industria y el producto.) Durante el diseño detallado y la optimización, los parámetros de la pieza que se está creando cambiarán, pero el diseño preliminar se centra en crear el marco general sobre el que construir el proyecto.

S. Blanchard y J. Fabrycky lo describen como: 
El 'qué' que inicia el diseño conceptual produce 'cómo' a partir del esfuerzo de evaluación del diseño conceptual aplicado a conceptos de diseño conceptual factibles. A continuación, los 'cómo' se toman en el diseño preliminar a través de los requisitos asignados. Allí se convierten en 'qué' e impulsan el diseño preliminar para abordar los 'cómo' en este nivel inferior.

### Diseño detallado
Después del FEED está la fase de Diseño Detallado (Ingeniería Detallada), que también puede consistir en la adquisición de materiales. Esta fase elabora aún más cada aspecto del proyecto/producto mediante una descripción completa a través de modelos sólidos, dibujos y especificaciones.
Los programas de diseño asistido por computadora (CAD) han hecho que la fase de diseño detallado sea más eficiente. Por ejemplo, un programa CAD puede ofrecer optimización para reducir el volumen sin afectar la calidad de una pieza. También puede calcular la tensión y el desplazamiento utilizando el método de elementos finitos para determinar las tensiones en toda la pieza.

### Planeación de producción
La planificación de la producción y el diseño de herramientas consisten en planificar cómo producir en masa el producto y qué herramientas se deben utilizar en el proceso de fabricación. Las tareas a completar en este paso incluyen la selección de materiales, la selección de los procesos de producción, la determinación de la secuencia de operaciones y la selección de herramientas como plantillas, accesorios, corte de metal y herramientas de conformado de metal o plástico. Esta tarea también implica iteraciones de prueba de prototipos adicionales para garantizar que la versión producida en masa cumpla con los estándares de prueba de calificación.

## Comparación con el método científico
La ingeniería está formulando un problema que se puede resolver mediante el diseño. La ciencia está formulando una pregunta que puede resolverse mediante la investigación. El proceso de diseño de ingeniería tiene cierta similitud con el método científico. Ambos procesos comienzan con el conocimiento existente y gradualmente se vuelven más específicos en la búsqueda de conocimiento (en el caso de la ciencia "pura" o básica) o de una solución (en el caso de la ciencia "aplicada", como la ingeniería). La diferencia clave entre el proceso de ingeniería y el proceso científico es que el proceso de ingeniería se enfoca en el diseño, la creatividad y la innovación, mientras que el proceso científico enfatiza el Descubrimiento (observación).

## Programas de grado
Los métodos se están enseñando y desarrollando en universidades que incluyen
- Escuela de Ingeniería de Diseño Dyson, Imperial College de Londres
- TU Delft, Ingeniería en Diseño Industrial.

## Otras lecturas
- «Criteria for accrediting engineering programs, Engineering accrediting commission». ABET.
- Ullman, David G. (2009) El proceso de diseño mecánico, Mc Graw Hill, 4a edición,ISBN 978-0072975741
- Eggert, Rudolph J. (2010) Diseño de ingeniería, segunda edición, High Peak Press, Meridian, Idaho,ISBN 978-0131433588

- Datos: Q2920267